# Trofeo Lester Patrick

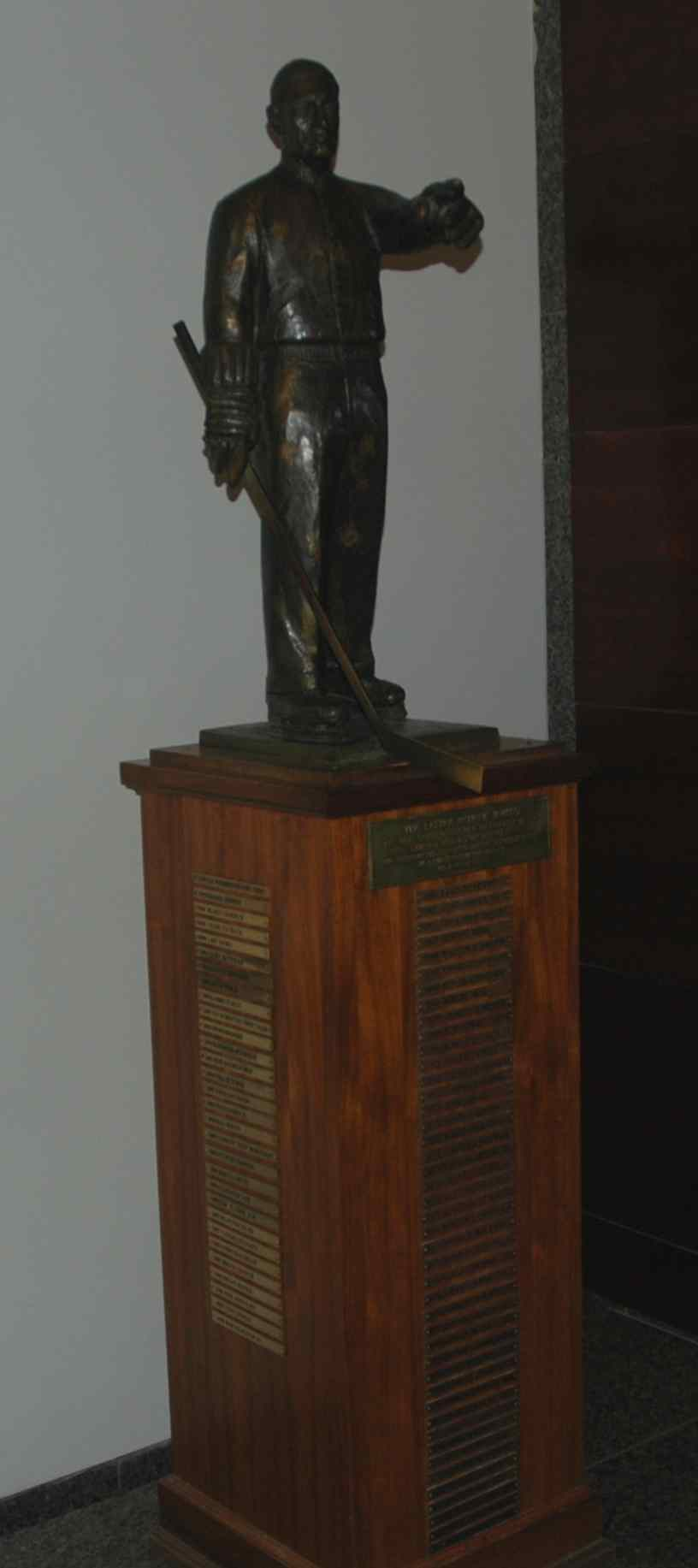
Trofeo Lester Patrick en el Salón de la Fama de Toronto

El Trofeo Lester Patrick es entregado por la National Hockey League desde 1966 a las personalidades consideradas que han hecho una contribución especial al hockey sobre hielo en los Estados Unidos.
El trofeo es denominado así en honor a Lester Patrick (1883-1960), jugador y entrenador durante mucho tiempo de los New York Rangers quien fue un gran impulsor del deporte.

## Ganadores del Trofeo Lester Patrick
- 2011-12 - Bob Chase-Wallenstein , Dick Patrick
- 2010-11 - Mark Johnson, Jeff Sauer, Tony Rossi, Bob Pulford
- 2009-10 - Dave Andrews, Cam Neely, Jack Parker, Jerry York
- 2008-09 - Mark Messier, Mike Richter, Jim Devellano
- 2007-08 - Ted Lindsay, Bob Naegele, Jr., Brian Burke, Phil Housley
- 2006-07 - Brian Leetch, Cammi Granato, Stan Fischler, John Halligan
- 2005-06 - Red Berenson, Marcel Dionne, Reed Larson, Glen Sonmor, Steve Yzerman
- 2004-05 - Vacante por huelga de jugadores
- 2003-04 - Mike Emrick, John Davidson, Ray Miron
- 2002-03 - Willie O'Ree, Raymond Bourque, Ron DeGregorio
- 2001-02 - Herb Brooks, Larry Pleau
- 2000-01 - Gary Bettman, Scotty Bowman, David Poile
- 1999-00 - Mario Lemieux, Craig Patrick, Lou Vairo
- 1998-99 - Harry Sinden
- 1997-98 - Peter Karmanos, Neal Broten, John Mayasich, Max McNab
- 1996-97 - Seymour H. Knox III, Bill Cleary, Pat LaFontaine
- 1995-96 - George Gund, Ken Morrow, Milt Schmidt
- 1994-95 - Joe Mullen, Brian Mullen, Bob Fleming
- 1993-94 - Wayne Gretzky, Robert Ridder
- 1992-93 - Frank Boucher, Mervyn "Red" Dutton, Bruce McNall, Gil Stein
- 1991-92 - Al Arbour, Art Berglund, Lou Lamoriello
- 1990-91 - Rod Gilbert, Mike Ilitch
- 1989-90 - Len Ceglarski
- 1988-89 - Dan Kelly, Lou Nanne, Lynn Patrick, Bud Poile
- 1987-88 - Keith Allen, Fred Cusick, Bob Johnson
- 1986-87 - Hobey Baker, Frank Mathers
- 1985-86 - Jack MacInnes, Jack Riley
- 1984-85 - Jack Butterfield, Arthur M. Wirtz
- 1983-84 - John A. Ziegler, Jr., Arthur Howie Ross
- 1982-83 - Bill Torrey
- 1981-82 - Emile P. Francis
- 1980-81 - Charles M. Schulz
- 1979-80 - Bobby Clarke, Edward M. Snider, Frederick A. Shero
- 1978-79 - Bobby Orr
- 1977-78 - Phil Esposito, Tom Fitzgerald, William T. Tutt, William W. Wurtz
- 1976-77 - John P. Bucyk, Murray A. Armstrong, John Mariucci
- 1975-76 - Stan Mikita, George A. Leader, Bruce A. Norris
- 1974-75 - Donald M. Clark, William L. Chadwick, Thomas N. Ivan
- 1973-74 - Alex Delvecchio, Murray Murdoch, Weston W. Adams, Sr., Charles L. Crovat
- 1972-73 - Walter L. Bush, Jr.
- 1971-72 - Clarence S. Campbell, John A. "Snooks" Kelly, Ralph "Cooney" Weiland, James D. Norris
- 1970-71 - William M. Jennings, John B. Sollenberger, Terrance G. Sawchuk
- 1969-70 - Edward W. Shore, James C. V. Hendy
- 1968-69 - Robert M. Hull, Edward J. Jeremiah
- 1967-68 - Thomas F. Lockhart, Walter A. Brown, General John R. Kilpatrick
- 1966-67 - Gordon Howe, Charles F. Adams, James Norris Sr.
- 1965-66 - J.J. "Jack" Adams